# Davis Cup 2019 – Americká zóna
Americká zóna Davis Cupu 2019 představovala jednu ze tří kontinentálních zón 108. ročníku tenisové soutěže mužských týmů. Probíhala ve třech výkonnostních skupinách s dvaceti třemi účastníky. Se změnou herního formátu byl v 1. a 2. skupině zachován koncept dosažení výhry při zisku tří vítězných bodů (čtyři dvouhry a čtyřhra), ovšem se zrušením vyřazovacího systému pavouka, zatímco 3. skupina probíhala do dvou vítězných bodů (dvě dvouhry a čtyřhra), při zachování základních bloků a baráže. Kapitáni mohli do týmu nominovat až pět hráčů. Utkání se konala na dva vítězné sety, s možností závěrečného tiebreaku i v rozhodující sadě.

## I. skupina
- Datum: 13.–14. září a 14.–15. září 2019
- Formát: Šest týmů se utkalo ve třech vzájemných mezistátních zápasech. Brazílie do skupiny sestoupila z únorového kvalifikačního kola. Opuštěn byl koncept vyřazovacího systému pavouka. Vítězové postoupili do kvalifikačního kola 2020. Na poražené čakala účast v nově vytvořené baráži 2. světové skupiny 2020.[3]

Nasazené týmy
1. Brazílie
2. Ekvádor
3. Dominikánská republika

Další týmy
- Barbados
- Venezuela
- Uruguay

| Domácí | výsledek | hosté                      | místo konání             | areál / hala                   | povrch |
| --- | -------- | -------------------------- | ------------------------ | ------------------------------ | ------ |
| Brazílie [1] | 3–1      | Barbados                   | Criciúma                 | Sociedade Recreativa Mampituba | antuka |
| Venezuela | 0–4      | Ekvádor [2]                | Doral, Florida (Miami)1) | Doral Park Country Club        | tvrdý  |
| Uruguay | 3–1      | Dominikánská republika [3] | Montevideo               | Carrasco Lawn Tennis Club      | antuka |
| *1) – v důsledku venezuelské finanční krize odehrála Venezuela utkání jako domácí družstvo na území Spojených států v Miamské metropolitní oblasti. |          |                            |                          |                                |        |

### Zápasy

#### Brazílie vs. Barbados
| | Brazílie | 3 :                                                   | 1    | Barbados |     |            |
| --- | -------- | ----------------------------------------------------- | ---- | -------- | --- | ---------- |
| Sociedade Recreativa Mampituba, Criciúma, Brazílie 13.–14. září 2019 antuka |          |                                                       |      |          |     |            |
| \| \| \| \| 1. \| 2. \| 3. \| \| \| -- \| \| ----------------------------------------------------- \| ---- \| ----- \| --- \| ---------- \| \| 1. \| \| João Menezes Darian King \| 6 3 \| 4 6 \| 2 6 \| \| \| 2. \| \| Thiago Monteiro Haydn Lewis \| 6 2 \| 6 2 \| \| \| \| 3. \| \| Marcelo Melo / Bruno Soares Darian King / Haydn Lewis \| 7 64 \| 7 5 \| \| \| \| 4. \| \| Thiago Monteiro Darian King \| 6 4 \| 78 66 \| \| \| \| 5. \| \| João Menezes Haydn Lewis \| \| \| \| nehrálo se \| \| \| \| \| \| \| \| \| \| \| \| \| \| \| \| \| \| \| \| \| \| \| \| \| \| \| \| \| \| \| \| \| \| \| \| \| \| \| \| \| |          |                                                       |      |          |     |            |
| |          |                                                       | 1.   | 2.       | 3.  |            |
| 1. |          | João Menezes Darian King                              | 6 3  | 4 6      | 2 6 |            |
| 2. |          | Thiago Monteiro Haydn Lewis                           | 6 2  | 6 2      |     |            |
| 3. |          | Marcelo Melo / Bruno Soares Darian King / Haydn Lewis | 7 64 | 7 5      |     |            |
| 4. |          | Thiago Monteiro Darian King                           | 6 4  | 78 66    |     |            |
| 5. |          | João Menezes Haydn Lewis                              |      |          |     | nehrálo se |
| |          |                                                       |      |          |     |            |
| |          |                                                       |      |          |     |            |
| |          |                                                       |      |          |     |            |
| |          |                                                       |      |          |     |            |
| |          |                                                       |      |          |     |            |

#### Venezuela vs. Ekvádor
| | Venezuela | 0 :                                                                  | 4    | Ekvádor |          |            |
| --- | --------- | -------------------------------------------------------------------- | ---- | ------- | -------- | ---------- |
| Doral Park Country Club, Doral, Spojené státy 14.–15. září 2019 tvrdý |           |                                                                      |      |         |          |            |
| \| \| \| \| 1. \| 2. \| 3. \| \| \| -- \| \| -------------------------------------------------------------------- \| ---- \| --- \| -------- \| ---------- \| \| 1. \| \| Juan Lugo Emilio Gómez \| 1 6 \| 0 6 \| \| \| \| 2. \| \| Luis David Martínez Roberto Quiroz \| 3 6 \| 3 6 \| \| \| \| 3. \| \| Luis David Martínez / Roberto Maytín Gonzalo Escobar / Diego Hidalgo \| 4 6 \| 4 6 \| \| \| \| 4. \| \| Luis David Martínez Antonio Cayetano March \| 7 63 \| 5 7 \| [4] [10] \| \| \| 5. \| \| Juan Lugo Roberto Quiroz \| \| \| \| nehrálo se \| \| \| \| \| \| \| \| \| \| \| \| \| \| \| \| \| \| \| \| \| \| \| \| \| \| \| \| \| \| \| \| \| \| \| \| \| \| \| \| \| |           |                                                                      |      |         |          |            |
| |           |                                                                      | 1.   | 2.      | 3.       |            |
| 1. |           | Juan Lugo Emilio Gómez                                               | 1 6  | 0 6     |          |            |
| 2. |           | Luis David Martínez Roberto Quiroz                                   | 3 6  | 3 6     |          |            |
| 3. |           | Luis David Martínez / Roberto Maytín Gonzalo Escobar / Diego Hidalgo | 4 6  | 4 6     |          |            |
| 4. |           | Luis David Martínez Antonio Cayetano March                           | 7 63 | 5 7     | [4] [10] |            |
| 5. |           | Juan Lugo Roberto Quiroz                                             |      |         |          | nehrálo se |
| |           |                                                                      |      |         |          |            |
| |           |                                                                      |      |         |          |            |
| |           |                                                                      |      |         |          |            |
| |           |                                                                      |      |         |          |            |
| |           |                                                                      |      |         |          |            |

#### Uruguay vs. Dominikánská republika
| | Uruguay | 3 :                                                              | 1   | Dominikánská republika |    |            |
| --- | ------- | ---------------------------------------------------------------- | --- | ---------------------- | -- | ---------- |
| Carrasco Lawn Tennis Club, Montevideo, Uruguay 14.–15. září 2019 antuka |         |                                                                  |     |                        |    |            |
| \| \| \| \| 1. \| 2. \| 3. \| \| \| -- \| \| ---------------------------------------------------------------- \| --- \| ---- \| -- \| ---------- \| \| 1. \| \| Pablo Cuevas Roberto Cid Subervi \| 6 1 \| 6 4 \| \| \| \| 2. \| \| Martín Cuevas José Hernández-Fernández \| 1 6 \| 67 9 \| \| \| \| 3. \| \| Martín Cuevas / Pablo Cuevas Víctor Estrella Burgos / Nick Hardt \| 6 4 \| 6 3 \| \| \| \| 4. \| \| Pablo Cuevas José Hernández-Fernández \| 7 5 \| 6 0 \| \| \| \| 5. \| \| Martín Cuevas Roberto Cid Subervi \| \| \| \| nehrálo se \| \| \| \| \| \| \| \| \| \| \| \| \| \| \| \| \| \| \| \| \| \| \| \| \| \| \| \| \| \| \| \| \| \| \| \| \| \| \| \| \| |         |                                                                  |     |                        |    |            |
| |         |                                                                  | 1.  | 2.                     | 3. |            |
| 1. |         | Pablo Cuevas Roberto Cid Subervi                                 | 6 1 | 6 4                    |    |            |
| 2. |         | Martín Cuevas José Hernández-Fernández                           | 1 6 | 67 9                   |    |            |
| 3. |         | Martín Cuevas / Pablo Cuevas Víctor Estrella Burgos / Nick Hardt | 6 4 | 6 3                    |    |            |
| 4. |         | Pablo Cuevas José Hernández-Fernández                            | 7 5 | 6 0                    |    |            |
| 5. |         | Martín Cuevas Roberto Cid Subervi                                |     |                        |    | nehrálo se |
| |         |                                                                  |     |                        |    |            |
| |         |                                                                  |     |                        |    |            |
| |         |                                                                  |     |                        |    |            |
| |         |                                                                  |     |                        |    |            |
| |         |                                                                  |     |                        |    |            |

## II. skupina
- Datum: 5.–6. dubna, 13.–14. září a 14.–15. září 2019
- Formát: Šest týmů se utkalo ve třech vzájemných mezistátních zápasech. Opuštěn byl koncept vyřazovacího systému pavouka. Vítězové postoupili do nově vytvořené baráže 1. světové skupiny 2020. Na poražené čekala účast v baráži 2. světové skupiny 2020.[7]

Nasazené týmy
1. Peru
2. Mexiko
3. Guatemala

Další týmy
- Bolívie
- Salvador
- Paraguay

| Domácí        | výsledek | hosté      | místo konání        | areál / hala                             | povrch |
| ------------- | -------- | ---------- | ------------------- | ---------------------------------------- | ------ |
| Salvador      | 2–3      | Peru [1]   | Santa Tecla         | Complejo Polideportivo de Ciudad Merliot | tvrdý  |
| Paraguay      | 1–4      | Mexiko [2] | Asunción            | Club Internacional de Tenis              | antuka |
| Guatemala [3] | 2–3      | Bolívie    | Ciudad de Guatemala | Federación Nacional de Tenis             | tvrdý  |

### Zápasy

#### Salvador vs. Peru
| | Salvador | 2 :                                                                  | 3    | Peru |      |  |
| --- | -------- | -------------------------------------------------------------------- | ---- | ---- | ---- |  |
| Complejo Polideportivo de Ciudad Merliot, Santa Tecla, Salvador 5.–6. dubna 2019 tvrdý |          |                                                                      |      |      |      |  |
| \| \| \| \| 1. \| 2. \| 3. \| \| \| -- \| \| -------------------------------------------------------------------- \| ---- \| --- \| ---- \| \| \| 1. \| \| Alberto Emmanuel Alvarado Larín Juan Pablo Varillas \| 3 6 \| 4 6 \| \| \| \| 2. \| \| Marcelo Arévalo Nicolás Álvarez \| 6 4 \| 6 2 \| \| \| \| 3. \| \| Marcelo Arévalo / Rafael Arévalo Sergio Galdós / Juan Pablo Varillas \| 5 7 \| 2 6 \| \| \| \| 4. \| \| Marcelo Arévalo Juan Pablo Varillas \| 64 7 \| 6 4 \| 7 63 \| \| \| 5. \| \| Kyle Johnson Nicolás Álvarez \| 3 6 \| 2 6 \| \| \| \| \| \| \| \| \| \| \| \| \| \| \| \| \| \| \| \| \| \| \| \| \| \| \| \| \| \| \| \| \| \| \| \| \| \| \| \| \| \| \| |          |                                                                      |      |      |      |  |
| |          |                                                                      | 1.   | 2.   | 3.   |  |
| 1. |          | Alberto Emmanuel Alvarado Larín Juan Pablo Varillas                  | 3 6  | 4 6  |      |  |
| 2. |          | Marcelo Arévalo Nicolás Álvarez                                      | 6 4  | 6 2  |      |  |
| 3. |          | Marcelo Arévalo / Rafael Arévalo Sergio Galdós / Juan Pablo Varillas | 5 7  | 2 6  |      |  |
| 4. |          | Marcelo Arévalo Juan Pablo Varillas                                  | 64 7 | 6 4  | 7 63 |  |
| 5. |          | Kyle Johnson Nicolás Álvarez                                         | 3 6  | 2 6  |      |  |
| |          |                                                                      |      |      |      |  |
| |          |                                                                      |      |      |      |  |
| |          |                                                                      |      |      |      |  |
| |          |                                                                      |      |      |      |  |
| |          |                                                                      |      |      |      |  |

#### Paraguay vs. Mexiko
| | Paraguay | 1 :                                                                   | 4   | Mexiko |     |  |
| --- | -------- | --------------------------------------------------------------------- | --- | ------ | --- |  |
| Club Internacional de Tenis, Asunción, Paraguay 14.–15. září 2019 antuka |          |                                                                       |     |        |     |  |
| \| \| \| \| 1. \| 2. \| 3. \| \| \| -- \| \| --------------------------------------------------------------------- \| --- \| --- \| --- \| \| \| 1. \| \| Ayed Zatar Manuel Sánchez \| 3 6 \| 2 6 \| \| \| \| 2. \| \| Juan Borba Lucas Gómez \| 4 6 \| 4 6 \| \| \| \| 3. \| \| Juan Borba / Ayed Zatar Santiago González / Miguel Ángel Reyes-Varela \| 1 6 \| 6 3 \| 6 4 \| \| \| 4. \| \| Ayed Zatar Lucas Gómez \| 4 6 \| 4 6 \| \| \| \| 5. \| \| Adolfo Daniel Vallejo Manuel Sánchez \| 3 6 \| 2 6 \| \| \| \| \| \| \| \| \| \| \| \| \| \| \| \| \| \| \| \| \| \| \| \| \| \| \| \| \| \| \| \| \| \| \| \| \| \| \| \| \| \| \| |          |                                                                       |     |        |     |  |
| |          |                                                                       | 1.  | 2.     | 3.  |  |
| 1. |          | Ayed Zatar Manuel Sánchez                                             | 3 6 | 2 6    |     |  |
| 2. |          | Juan Borba Lucas Gómez                                                | 4 6 | 4 6    |     |  |
| 3. |          | Juan Borba / Ayed Zatar Santiago González / Miguel Ángel Reyes-Varela | 1 6 | 6 3    | 6 4 |  |
| 4. |          | Ayed Zatar Lucas Gómez                                                | 4 6 | 4 6    |     |  |
| 5. |          | Adolfo Daniel Vallejo Manuel Sánchez                                  | 3 6 | 2 6    |     |  |
| |          |                                                                       |     |        |     |  |
| |          |                                                                       |     |        |     |  |
| |          |                                                                       |     |        |     |  |
| |          |                                                                       |     |        |     |  |
| |          |                                                                       |     |        |     |  |

#### Guatemala vs. Bolívie
| | Guatemala | 2 :                                                                           | 3   | Bolívie |     |  |
| --- | --------- | ----------------------------------------------------------------------------- | --- | ------- | --- |  |
| Federación Nacional de Tenis, Ciudad de Guatemala, Guatemala 13.–14. září 2019 tvrdý |           |                                                                               |     |         |     |  |
| \| \| \| \| 1. \| 2. \| 3. \| \| \| -- \| \| ----------------------------------------------------------------------------- \| --- \| --- \| --- \| \| \| 1. \| \| Sebastián Domínguez Hugo Dellien \| 1 6 \| 0 6 \| \| \| \| 2. \| \| Wilfredo González Federico Zeballos \| 6 3 \| 3 6 \| 6 3 \| \| \| 3. \| \| Stefan Emilio González / Wilfredo González Juan Carlos Aguilar / Hugo Dellien \| 6 4 \| 6 4 \| \| \| \| 4. \| \| Wilfredo González Hugo Dellien \| 2 6 \| 5 7 \| \| \| \| 5. \| \| Franz Luna Lavidalie Federico Zeballos \| 4 6 \| 4 6 \| \| \| \| \| \| \| \| \| \| \| \| \| \| \| \| \| \| \| \| \| \| \| \| \| \| \| \| \| \| \| \| \| \| \| \| \| \| \| \| \| \| \| |           |                                                                               |     |         |     |  |
| |           |                                                                               | 1.  | 2.      | 3.  |  |
| 1. |           | Sebastián Domínguez Hugo Dellien                                              | 1 6 | 0 6     |     |  |
| 2. |           | Wilfredo González Federico Zeballos                                           | 6 3 | 3 6     | 6 3 |  |
| 3. |           | Stefan Emilio González / Wilfredo González Juan Carlos Aguilar / Hugo Dellien | 6 4 | 6 4     |     |  |
| 4. |           | Wilfredo González Hugo Dellien                                                | 2 6 | 5 7     |     |  |
| 5. |           | Franz Luna Lavidalie Federico Zeballos                                        | 4 6 | 4 6     |     |  |
| |           |                                                                               |     |         |     |  |
| |           |                                                                               |     |         |     |  |
| |           |                                                                               |     |         |     |  |
| |           |                                                                               |     |         |     |  |
| |           |                                                                               |     |         |     |  |

## III. skupina
- Datum: 17.–22. června 2019
- Dějiště: Costa Rica Country Club, Escazú de San José, kanton Escazú, provincie San José, Kostarika (tvrdý)
- Formát: Jedenáct celků bylo rozděleno do dvou základních bloků A a B. Týmy, které se umístily na stejných pozicích obou bloků, pak sehrály vzájemné zápasy o konečné pořadí. První tři družstva – Jamajka, Kostarika a Portoriko, postoupila do nově vytvořené baráže 2. světové skupiny 2020.[11]

### Nasazení
| Koš                                | tým                       | ITF1) | Nasazení |
| ---------------------------------- | ------------------------- | ----- | -------- |
| 1                                  | Bahamy                    | 77.   | 1.       |
| 1                                  | Honduras                  | 82.   | 2.       |
| 2                                  | Portoriko                 | 84.   | 3.       |
| 2                                  | Jamajka                   | 86.   | 4.       |
| 3                                  | Kostarika                 | 89.   | 5.       |
| 3                                  | Kuba                      | 98.   | 6.       |
| 4                                  | Panama                    | 109.  | 7.       |
| 4                                  | Antigua a Barbuda         | 115.  | 8.       |
| 5                                  | Bermudy                   | 118.  | 9.       |
| 5                                  | Trinidad a Tobago         | 130.  | 10.      |
| 5                                  | Americké Panenské ostrovy | —     | 11.      |
| 1) – žebříček ITF ke 4. únoru 2019 |                           |       |          |

### Blok A
|     |                           | CRC | PUR | BAH | ANT | ISV | Zápasy | Sety         | Hry            | Pořadí |
| 5.  | Kostarika                 |     | 2–1 | 3–0 | 2–1 | 3–0 | 4–0    | 21–5 (81 %)  | 143–90 (61 %)  | 1.     |
| 3.  | Portoriko                 | 1–2 |     | 3–0 | 3–0 | 3–0 | 3–1    | 20–4 (83 %)  | 137–69 (67 %)  | 2.     |
| 1.  | Bahamy                    | 0–3 | 0–3 |     | 2–1 | 2–1 | 2–2    | 9–16 (36 %)  | 103–115 (47 %) | 3.     |
| 8.  | Antigua a Barbuda         | 1–2 | 0–3 | 1–2 |     | 3–0 | 1–3    | 10–15 (40 %) | 90–117 (43 %)  | 4.     |
| 11. | Americké Panenské ostrovy | 0–3 | 0–3 | 1–2 | 0–3 |     | 0–4    | 2–22 (8 %)   | 61–143 (30 %)  | 5.     |

### Blok B
|     |                   | JAM | CUB | HON | PAN | BER | TTO | Zápasy | Sety         | Hry            | Pořadí |
| 4.  | Jamajka           |     | 2–1 | 2–1 | 2–1 | 2–1 | 2–1 | 5–0    | 24–12 (67 %) | 189–146 (56 %) | 1.     |
| 6.  | Kuba              | 1–2 |     | 1–2 | 2–1 | 3–0 | 3–0 | 3–2    | 23–11 (68 %) | 175–149 (54 %) | 2.     |
| 2.  | Honduras          | 1–2 | 2–1 |     | 1–2 | 2–1 | 3–0 | 3–2    | 21–14 (60 %) | 187–143 (57 %) | 3.     |
| 7.  | Panama            | 1–2 | 1–2 | 2–1 |     | 2–1 | 2–1 | 3–2    | 18–17 (51 %) | 169–156 (52 %) | 4.     |
| 9.  | Bermudy           | 1–2 | 0–3 | 1–2 | 1–2 |     | 2–1 | 1–4    | 11–22 (33 %) | 126–173 (42 %) | 5.     |
| 10. | Trinidad a Tobago | 1–2 | 0–3 | 0–3 | 1–2 | 1–2 |     | 0–5    | 6–27 (18 %)  | 106–185 (36 %) | 6.     |

### Baráž
| Pořadí       | tým bloku A               | výsledek | tým bloku B       |
| ------------ | ------------------------- | -------- | ----------------- |
| 1.–2. místo  | Kostarika                 | 2–0      | Jamajka           |
| 3.–4. místo  | Portoriko                 | 2–0      | Kuba              |
| 5.–6. místo  | Bahamy                    | 0–2      | Honduras          |
| 7.–8. místo  | Antigua a Barbuda         | 2–1      | Panama            |
| 9.–10. místo | Americké Panenské ostrovy | 1–2      | Bermudy           |
| 11. místo    | —                         | —        | Trinidad a Tobago |

#### Zápas o 1. místo:Kostarika vs. Jamajka
| | Kostarika | 2 :                                                               | 0   | Jamajka |    |            |
| --- | --------- | ----------------------------------------------------------------- | --- | ------- | -- | ---------- |
| Costa Rica Country Club, Escazú, San José, Kostarika 22. června tvrdý |           |                                                                   |     |         |    |            |
| \| \| \| \| 1. \| 2. \| 3. \| \| \| -- \| \| ----------------------------------------------------------------- \| --- \| --- \| -- \| ---------- \| \| 1. \| \| Sebastián Quirós Dimitri Bird \| 6 2 \| 6 2 \| \| \| \| 2. \| \| Jesse Flores Jacob Bicknell \| 6 3 \| 6 3 \| \| \| \| 3. \| \| Rodrigo Crespo Piedra / Pablo Núñez Jacob Bicknell / Dimitri Bird \| \| \| \| nehrálo se \| \| \| \| \| \| \| \| \| \| \| \| \| \| \| \| \| \| \| \| \| \| \| \| \| \| \| \| \| \| \| \| \| \| \| \| \| \| \| \| \| |           |                                                                   |     |         |    |            |
| |           |                                                                   | 1.  | 2.      | 3. |            |
| 1. |           | Sebastián Quirós Dimitri Bird                                     | 6 2 | 6 2     |    |            |
| 2. |           | Jesse Flores Jacob Bicknell                                       | 6 3 | 6 3     |    |            |
| 3. |           | Rodrigo Crespo Piedra / Pablo Núñez Jacob Bicknell / Dimitri Bird |     |         |    | nehrálo se |
| |           |                                                                   |     |         |    |            |
| |           |                                                                   |     |         |    |            |
| |           |                                                                   |     |         |    |            |
| |           |                                                                   |     |         |    |            |
| |           |                                                                   |     |         |    |            |

#### Zápas o 3. místo: Portoriko vs. Kuba
| | Portoriko | 2 :                                                            | 0   | Kuba |    |            |
| --- | --------- | -------------------------------------------------------------- | --- | ---- | -- | ---------- |
| Costa Rica Country Club, Escazú, San José, Kostarika 22. června tvrdý |           |                                                                |     |      |    |            |
| \| \| \| \| 1. \| 2. \| 3. \| \| \| -- \| \| -------------------------------------------------------------- \| --- \| --- \| -- \| ---------- \| \| 1. \| \| Ignacio García Maykol Ponte Suárez \| 6 2 \| 6 3 \| \| \| \| 2. \| \| Quinton Vega Osmel Rivera Granja \| 6 4 \| 6 2 \| \| \| \| 3. \| \| Ignacio García / Quinton Vega Yoan Pérez / Osmel Rivera Granja \| \| \| \| nehrálo se \| \| \| \| \| \| \| \| \| \| \| \| \| \| \| \| \| \| \| \| \| \| \| \| \| \| \| \| \| \| \| \| \| \| \| \| \| \| \| \| \| |           |                                                                |     |      |    |            |
| |           |                                                                | 1.  | 2.   | 3. |            |
| 1. |           | Ignacio García Maykol Ponte Suárez                             | 6 2 | 6 3  |    |            |
| 2. |           | Quinton Vega Osmel Rivera Granja                               | 6 4 | 6 2  |    |            |
| 3. |           | Ignacio García / Quinton Vega Yoan Pérez / Osmel Rivera Granja |     |      |    | nehrálo se |
| |           |                                                                |     |      |    |            |
| |           |                                                                |     |      |    |            |
| |           |                                                                |     |      |    |            |
| |           |                                                                |     |      |    |            |
| |           |                                                                |     |      |    |            |

#### Zápas o 5. místo: Bahamy vs. Honduras
| | Bahamy   | 0 :                                                                  | 2   | Honduras | Honduras |            |
| --- | -------- | -------------------------------------------------------------------- | --- | -------- | -------- | ---------- |
| Costa Rica Country Club, Escazú, San José, Kostarika 22. června tvrdý |          |                                                                      |     |          |          |            |
| \| \| \| \| 1. \| 2. \| 3. \| \| \| -- \| \| -------------------------------------------------------------------- \| --- \| --- \| --- \| ---------- \| \| 1. \| \| Donte Armbrister Gabriel Zúñiga Mendoza \| 3 6 \| 1 6 \| \| \| \| 2. \| \| Justin Lunn Keny Turcios \| 5 7 \| 6 1 \| 0 6 \| \| \| 3. \| \| Philip Wilbert Major / Baker Newman Jaime Bendeck / Alejandro Obando \| \| \| \| nehrálo se \| \| \| \| \| \| \| \| \| \| \| \| \| \| \| \| \| \| \| \| \| \| \| \| \| \| \| \| \| \| \| \| \| \| \| \| \| \| \| \| \| |          |                                                                      |     |          |          |            |
| |          |                                                                      | 1.  | 2.       | 3.       |            |
| 1. | Honduras | Donte Armbrister Gabriel Zúñiga Mendoza                              | 3 6 | 1 6      |          |            |
| 2. | Honduras | Justin Lunn Keny Turcios                                             | 5 7 | 6 1      | 0 6      |            |
| 3. | Honduras | Philip Wilbert Major / Baker Newman Jaime Bendeck / Alejandro Obando |     |          |          | nehrálo se |
| |          |                                                                      |     |          |          |            |
| |          |                                                                      |     |          |          |            |
| |          |                                                                      |     |          |          |            |
| |          |                                                                      |     |          |          |            |
| |          |                                                                      |     |          |          |            |

#### Zápas o 7. místo: Antigua a Barbuda vs. Panama
| | Antigua a Barbuda | 2 :                                                         | 1   | Panama |     |  |
| --- | ----------------- | ----------------------------------------------------------- | --- | ------ | --- |  |
| Costa Rica Country Club, Escazú, San José, Kostarika 22. června tvrdý |                   |                                                             |     |        |     |  |
| \| \| \| \| 1. \| 2. \| 3. \| \| \| -- \| \| ----------------------------------------------------------- \| --- \| --- \| --- \| \| \| 1. \| \| Shakir Elvin Marcelo Rodríguez \| 3 6 \| 2 6 \| \| \| \| 2. \| \| Jody Maginley José Gilbert Gómez \| 6 3 \| 6 1 \| \| \| \| 3. \| \| Shakir Elvin / Jody Maginley Luis Gómez / Marcelo Rodríguez \| 3 6 \| 6 3 \| 6 4 \| \| \| \| \| \| \| \| \| \| \| \| \| \| \| \| \| \| \| \| \| \| \| \| \| \| \| \| \| \| \| \| \| \| \| \| \| \| \| \| \| \| |                   |                                                             |     |        |     |  |
| |                   |                                                             | 1.  | 2.     | 3.  |  |
| 1. |                   | Shakir Elvin Marcelo Rodríguez                              | 3 6 | 2 6    |     |  |
| 2. |                   | Jody Maginley José Gilbert Gómez                            | 6 3 | 6 1    |     |  |
| 3. |                   | Shakir Elvin / Jody Maginley Luis Gómez / Marcelo Rodríguez | 3 6 | 6 3    | 6 4 |  |
| |                   |                                                             |     |        |     |  |
| |                   |                                                             |     |        |     |  |
| |                   |                                                             |     |        |     |  |
| |                   |                                                             |     |        |     |  |
| |                   |                                                             |     |        |     |  |

#### Zápas o 9. místo: Americké Panenské ostrovy vs. Bermuda
| | Americké Panenské ostrovy | 1 :                                                           | 2      | Bermuda |    |       |
| --- | ------------------------- | ------------------------------------------------------------- | ------ | ------- | -- | ----- |
| Costa Rica Country Club, Escazú, San José, Kostarika 22. června tvrdý |                           |                                                               |        |         |    |       |
| \| \| \| \| 1. \| 2. \| 3. \| \| \| -- \| \| ------------------------------------------------------------- \| ------ \| --- \| -- \| ----- \| \| 1. \| \| Russell Armstrong Gavin Manders \| 0 5 \| \| \| skreč \| \| 2. \| \| Tomas del Olmo Neal Towlson \| 4 6 \| 3 6 \| \| \| \| 3. \| \| Nicholas Bass / Tomas del Olmo Richard Mallory / Tariq Simons \| 710 68 \| 6 4 \| \| \| \| \| \| \| \| \| \| \| \| \| \| \| \| \| \| \| \| \| \| \| \| \| \| \| \| \| \| \| \| \| \| \| \| \| \| \| \| \| \| \| |                           |                                                               |        |         |    |       |
| |                           |                                                               | 1.     | 2.      | 3. |       |
| 1. |                           | Russell Armstrong Gavin Manders                               | 0 5    |         |    | skreč |
| 2. |                           | Tomas del Olmo Neal Towlson                                   | 4 6    | 3 6     |    |       |
| 3. |                           | Nicholas Bass / Tomas del Olmo Richard Mallory / Tariq Simons | 710 68 | 6 4     |    |       |
| |                           |                                                               |        |         |    |       |
| |                           |                                                               |        |         |    |       |
| |                           |                                                               |        |         |    |       |
| |                           |                                                               |        |         |    |       |
| |                           |                                                               |        |         |    |       |